# Броніслав Каспер Маліновський
Броніслав Каспер Маліновський (пол. Bronisław Kasper Malinowski, 7 квітня 1884, Краків, нині Польща — 16 травня 1942 року, Нью-Гейвен) — польсько-англійський антрополог, етнограф і соціолог. Основоположник функціональної школи в антропології та соціології. Доктор філософії (1908), доктор фізико-математичних наук (1908), професор (1927).
Досліджував проблеми сексуальності (зокрема, зв'язок сексуальності з міфологією та культурою), проблеми психології, спорідненості, звичаїв, права, магії, релігії, етики, економіки і т. д.
Вплинув на розвиток соціологічного психологізму і ряду напрямків філософії, соціології, антропології, культурології та етнографії.

## Біографія
Народився у Кракові. Після закінчення школи вступив до Ягеллонського університету, де вивчав фізику і математику. Здобув докторський ступінь (1908), два роки займався фізичною хімією в Лейпцигу, але потім відмовився від юнацької пристрасті до точних наук і вирішив присвятити своє життя антропології. Вивчав антропологію й етнографію в Лондонській школі економіки та політичних наук (1910—1914), спілкуючись під час навчання з Джеймсом Фрезером, Ч.Зелігманом, Е.Вестермарком та іншими найвизначнішими спеціалістами в обраній ним галузі. У 1913 почав викладацьку діяльність. Проводив польові етнографічні дослідження в Новій Гвінеї і на островах Тробріан (1914—1918), а потім провів рік на Канарських островах і два роки в Австралії. Повернувшись до Європи, Б.Малиновський став викладати соціальну антропологію в Лондонському університеті і здобув там звання професора (1927). У 1938 виїхав до США для викладання в Єльському університеті і проведення польових досліджень у Мексиці. Помер у Нью-Гейвені (США).

## Наукова діяльність
Маліновський вважається найвизначнішим етнографом сучасності. Найбільшої ваги надавав польовим дослідженням. Він заявляв, що мета етнографа — «зрозуміти світогляд аборигена, його ставлення до життя, вивчити його погляди на світ». В основі його вчення була культура як ціле і органічне в суспільстві, що має чітку функцію (звідси і назва школи — функціональна школа). «Пережитків» (введених Едвардом Тайлором) немає, всі звичаї мають важливе значення і в сьогоденні. Всі соціуми стійкі — плем'я, це перший порядок, всі народи Африки — другий, колонії — третій. Важлива і соціальна відповідальність, тут Б. Малиновський виділяє найголовніше завдання етнографа:
«Етнографія, наука про людину та її культуру, здебільшого уникала життєвих проблем: вона намагалася сховатися за китайською стіною антикварних інтересів. У всіх гуманістичних вишукуваннях є сильне прагнення займатися мертвими залишками замість того, щоб мати справу з дійсністю, підтримувати суто академічний інтерес до теорій і утримуватися від перевірки доктрин на важкому шляху практичної діяльності. Етнограф минулого відчував себе спокійно, плетучи гіпотези про те, що трапилося, коли людина намагалася розвиватися від пітекантропа або кого б там не було: намагаючись винайти „походження“ і „розвитку“, антрополог сам виготовляв зі своєї внутрішньої свідомості різні „історії“ і „дифузії“. І багато етнографів сучасності зайняті вивченням впливу єгипетської культури на Центральну Африку, сперечаються про те, чи виникли всі цивілізації в Месопотамії, Атлантиді чи на Памірі.»[джерело?]

## Основні положення функціоналізму Маліновського
1. Історичний процес непізнаваний. Спроби дослідження тривалої еволюції культурних елементів — безглузді.
2. Завдання етнології полягають у вивченні функцій культурних явищ, їх взаємозв'язків і взаємозумовленості в рамках кожної окремої культури, поза взаємозв'язком її з іншими культурами.
3. Етнологія відштовхується від концепції «соціальних інституцій», під якими розумілися соціально встановлені і визнані норми і моделі поведінки. З їх допомогою і в їх рамках індивіди реалізовують свої взаємні очікування, досягаючи при цьому соціально та індивідуально значущих результатів. У своїй сукупності «соціальні інституції» формують соціально-функціональну структуру суспільства.
4. Культура служить потребам індивіда і перш за все трьом його основним потребам: базовим (а саме, необхідності в їжі і задоволенні інших фізичних потреб), похідним (а саме: потреби у розподілі їжі, у поділі праці, в захисті, в регулюванні репродукування, в соціальному контролі) і інтегративним (потребам у психологічній безпеці, соціальній гармонії, меті життя, в системі пізнання, законах, релігії, магії, міфології, мистецтві тощо). Кожен аспект культури має свою функцію в рамках однієї з перерахованих вище потреб.

Наприклад, магія, на думку Малиновського, дає психологічний захист від небезпеки, міф додає історичний авторитет системі управління і цінностям, властивим даному суспільству. Культура не має зайвих і непотрібних елементів.

### Аксіоми функціоналізму
- А. Культура в своїй сутності є інструментальним механізмом, за допомогою якого людина може краще справлятися з тими специфічними проблемами, які ставить перед ним навколишнє його середовище в ході задоволення ним своїх потреб.
- B. Культура є системою об'єктів, дій і установок, в якій всі складові її частини є засобами для якоїсь мети.
- С. Культура є цілісністю, в якій всі її елементи незалежні.
- D. Всі ці об'єкти, види діяльності та настанови організовані для вирішення життєво важливих завдань у формі інституцій, таких як сім'я, клан, община, плем'я. Ця організована структура створює ґрунт для економічної кооперації, політичної, правової та освітньої діяльності.
- E. З динамічної точки зору, тобто такої, що розглядається як рід діяльності, культура може аналізуватися в різних аспектах, таких як освіта, соціальний контроль, економіка, система пізнання, вірувань, мораль, а також як спосіб творчої та мистецької діяльності.

Культурний процес, розглянутий з точки зору його конкретних проявів, завжди включає людський фактор, який визначає співвідношення різних видів діяльності між собою. Люди організовують культурні елементи, взаємодіючи один з одним вербальним чином або за допомогою символічних дій. Культурні елементи, людські групи та системи символів — ось три складових культурного процесу.

## Магія, релігія, наука
Як професор у Лондонській школі економіки та політичних наук Малиновський став захисником молодої науки, яку він вирішив назвати «соціальна антропологія». Він не нехтував жодною нагодою, щоби підкреслити важливість цієї дисципліни перед фінансистами, і його значення для антропології не було лише інтелектуальним. Але й у цьому плані Малиновський постійно дбав про те, щоби показати оригінальність обстоюваної ним нової методики. Це особливо виявлялося в його підході до одного з головних питань еволюціоністської антропології — питання про зв'язок між магією, наукою і релігією.
У цій сфері Малиновський починає із захисту раціональності дикунів. Мета активного спостереження полягає, на його переконання, саме в тому, щоби трансформувати видимий хаос у добре впорядковані спільноти, які відповідають суворим і чітким правилам. Він зазначає, наприклад, що городництво завжди пов'язане з магією, а магічні ритуали вважаються необхідними для доброго врожаю. Це, однак, ніяк не заважає тромбріандцям бути вправними городниками і, наприклад, добре знати ґрунти. Вони знають, що на піску нічого не виросте, і вони можуть давати мало не наукові пояснення неродючості ґрунтів. Інакше кажучи, їм не спаде на думку спробувати удобрити їх магічними обрядами (1974). Магія не може також і замінити працю людей, щоб виростити зерно. Їхні глибокі агрономічні знання не суперечать твердженню про то, що магія необхідна для доброго врожаю. Однак магія цілковито відділена від праці, вона ніяк не замінює вміння, зусилля та добрива. Роль магії обмежена єдиною сферою, а саме — відводити наслане і закликати вдачу. Щодо того, яким було б землеробство без магії, то ніхто питання таким чином не ставить. З цього добре видно, де черпав натхнення Еванс-Прітчард для своїх досліджень магії.
За твердженням Малиновського, тробріанці вважають, що природу слід контролювати працею (порівн. уречевлена природа, Маркс): щоби свині не лізли в город, треба поставити тин, а не вдаватися до магічних ритуалів. Якщо тин зламається, треба його полагодити, а не благати про поміч окультні сили. Але, з іншого боку, вони також упевнені, що деякими випадковими подіями можна керувати за допомогою духовних сил: потрібно, щоби вчасно пройшов дощ, щоби Сонце світило довгими відрізками часу, тобто йдеться про всі ті речі, які не є постійними в різні роки і які не можна регулювати фізичними засобами. У питаннях мореплавства і будування суден тробріанці теж володіють чималим умінням. При цьому вони знають, що найкраще з усіх суден і найкращий моряк не застраховані від великої хвилі, від небезпечних штормів чи смертельних рифів. Малиновський виділяє дві ролі: той чи інший чоловік може бути магом, городником чи ремісником, але він не змішує ці дві роботи; вони радше доповнюють одна одну, а не суперечать.
На відміну від Фрейзера, якого він відкрито не критикує, Малиновський показує, що «первісній людині» не бракує раціональності, а її знання деякими своїми аспектами є своєрідними формами науки: будуючи човна, тробріанці здатні пояснити закони гідродинаміки й рівноваги і застосувати їх на практиці.
Малиновський показує, врешті-решт, що магія — це не релігія, і вони не замінюють одна одну. Щоби зрозуміти відмінність між цими двома інститутами, можна порівняти два обряди: у першому випадку уявімо обряд, що здійснюється з метою вберегти від смерті породілля. У другому випадку уявімо церемонію святкування народження дитини. Перший обряд спрямований на практичну мету, він передбачає здійснення чогось конкретного. Друга церемонія не має такої практичної мети. Ця відмінність тягне за собою іншу — загальнішу, а саме відмінність між магією й релігією. Магічний акт спрямований на здійснення чогось. Хоча релігійний акт і не має практичної мети, Малиновський вважає, тим не менше, що він має зовнішню причину, тобто що його функція слугує способом зміцнити згуртованість групи. Релігія нейтралізує відцентрові тенденції, вона забезпечує відновлення моралі. Релігія потребує, між іншим, наявності окремої спільноти і виявляються через регулярні свята (див. сакральне). На цьому соціальному аспекті наголошували Робертсон Сміт і Еміль Дюркгайм. Щодо Малиновського, то він відмежовується від цієї позиції, зазначаючи, що значна частина релігійного досвіду є особистою і навіть самотньою, в тому числі і в «первобутніх суспільствах». У релігії функції відмінні від соціальних: вона слугує для того, щоб надати мужності людині, зміцнити її впевненість, вона заохочує всі корисні думки. Не такою є роль науки й магії: у першому випадку люди намагаються контролювати сили природи, в другому — заповнити брак знань. Релігія, магія й наука не є, отже, різними стадіями еволюції суспільств, а відповідають специфічним запитам.

## Щоденник етнографа
Коли вдова Малиновського опублікувала щоденник свого чоловіка в 1960-х роках, цей документ у світі антропології справив ефект вибуху бомби. Той, кого справедливо вважають істинним польовим дослідником і одним із засновників культурного релятивізму, зізнається у своїх нотатках, що йому було тяжко серед тробріанців. Що більше, Малиновський називає їх «чорнопикими», тобто, дуже зневажливо. Він говорить також про свою «загальну відразу від чорнопиких», і це дає змогу «зрозуміти всі колоніальні звірства бельгійців і німців». Можна зрозуміти схвильованість представників науки, яка схильна до деякої апології первісніх людей. Але було би помилкою сприймати вислови Малиновського дослівно. Та й писалися вони не для того, щоби публікуватися (і Малиновський не публікував їх), і лише відображають втому, самотність, засмученість, роздратування і всі ті труднощі, які неодмінно супроводжують роботу на місці, надто коли вона ведеться в умовах ізоляції, в яких працював Малиновський. У багатьох місцях свого щоденника Малиновський сам спростовує такі свої настрої. Він пише, наприклад: «Я знову радію, що перебуваю серед справжніх людей природи». Малиновський відчуває тугу за Батьківщиною. Такий щоденник може допомогти звільнитися від тяжких думок і якось вгамувати ностальгію. Проте його публікація провокує деякі питання. Можна, наприклад, замислитися, яким був справжній Малиновський: тим, хто оспіває чесноти тробріанського суспільства, чи тим, хто скаржиться на своє життя серед дикунів.[джерело?]

### Видані посмертно
- Наукова теорія культури та інші нариси (The Scientific Theory of Culture, 1944),
- Свобода і цивілізація (1944),
- Динаміка культурних змін (The Dynamics of Culture Change, 1945),
- Магія, наука і релігія та інші нариси (Magic, Science, and Religion, 1948),
- Секс, культура і міф (1962),
- A Diary In the Strict Sense of the Term (1967).